# CFR Marfă

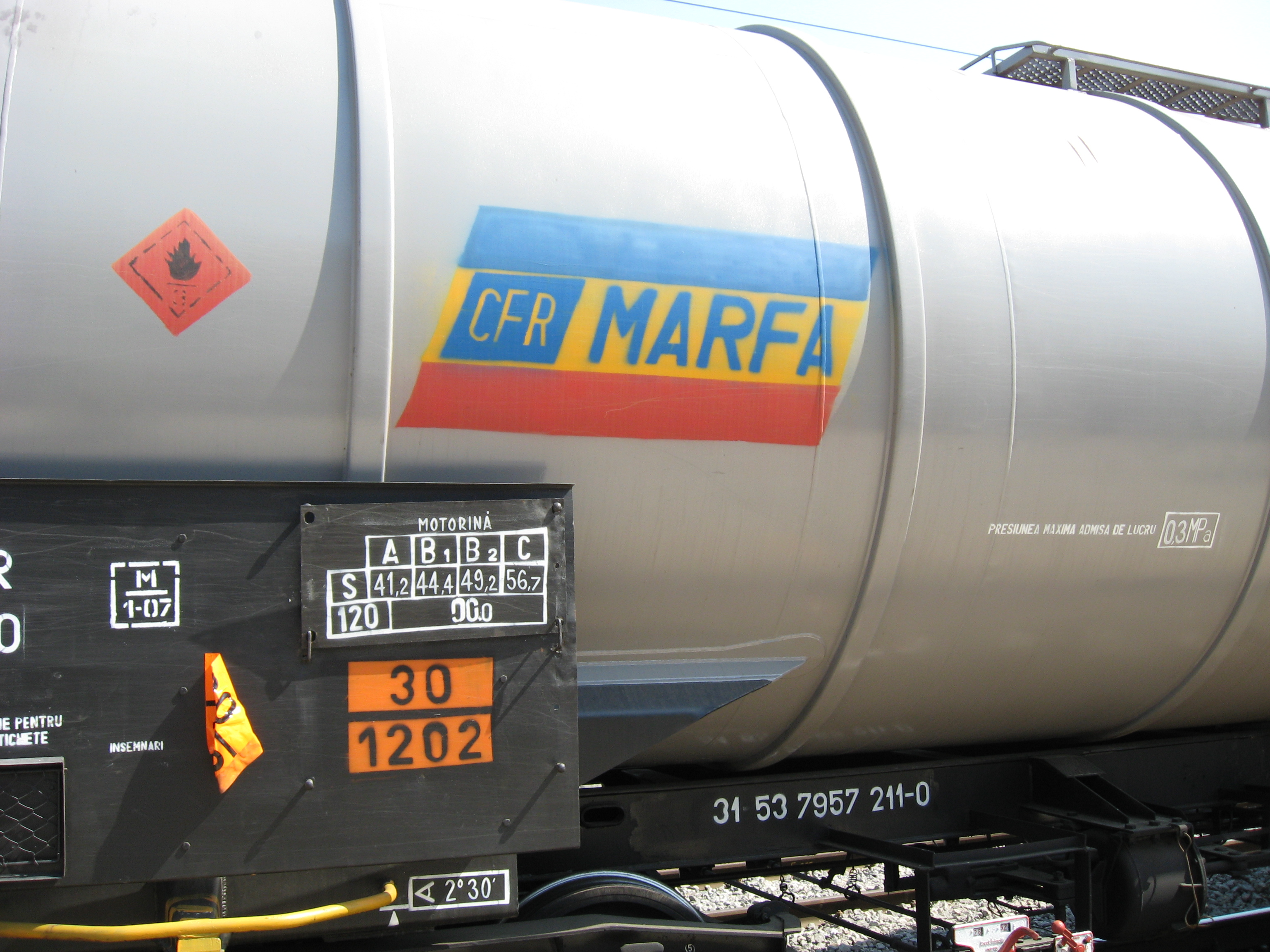

A vasúti áruszállítással Romániában a CFR Marfă foglalkozik. A vállalat 1998. október 1-jén jött létre a CFR átszervezése során. Hozzátartozik 10 regionális ügynökség (Bukarest, Craiova, Temesvár, Kolozsvár, Brassó, Iași, Galați, Konstanca, Konstanca-kikötő) és számos területi alegység valamint néhány alvállalkozás (CFR Trans-Auto, CFR Statii Spalare Vagoane de Uz General, CFR Statii Spalare Vagoane Cisterne , CFR Transbordare Vagoane de Marfa), 2001-ben még néhány alvállalkozással gyarapodott (CFR Intretinere si Reparatii Vagoane, Baza de Aprovizionare si Desfacere, Intretinere si Reparatii Locomotive si Utilaje). Ezen alvállalatok főleg a gördülőanyag (kocsik, mozdonyok) karbantartásával foglalkoznak.
Az 1990-2000 között a vasúti áruszállítás visszaesett, akárcsak a többi áruszállítási ágazat. Ennek legfőbb okai az ipari termelés visszaesése, a nagytermelők bezárása, a kereskedelmi egységek átigazolása más ágazatok felé, a nyersanyagok iránti kereslet csökkenése. 2000 után a CFR Marfă életében egy gazdaságilag sikeresebb időszak kezdődött, azonban mai napig nem sikerült nyereségessé tenni.
A tehervonatokra ugyanazon sebességi korlátozások érvényesek, mint a személyszállító vonatokra.
| Áru                           | %    |
| ----------------------------- | ---- |
| Szén                          | 39,5 |
| Kőolajszármazékok             | 10,9 |
| Kőfejtők termékei             | 3,8  |
| Fém                           | 12,4 |
| Cement                        | 2,7  |
| Egyéb bányászott nyersanyagok | 4,0  |
| Mezőgazdasági termékek        | 3,6  |
| Vegyi anyagok                 | 4,2  |
| Egyéb                         | 16.2 |

A vállalat tulajdonát képező mozdonyok átlagéletkora 30 év, ezen belül a legöregebbek a dízelmozdonyok, amelyek kihasználási periódusa 2001-ben már lejárt. Emiatt a vállalat célkitűzései között szerepel a mozdonypark felújítása és új mozdonyok beszerzése.

## Kapcsolódó lapok
- Căile Ferate Române